# Swindle Island
Swindle Island är en ö i Kanada.   Den ligger i provinsen British Columbia, i den sydvästra delen av landet, 3 800 km väster om huvudstaden Ottawa. Arean är 293 kvadratkilometer.
Terrängen på Swindle Island är kuperad. Öns högsta punkt är 813 meter över havet. Den sträcker sig 27,6 kilometer i nord-sydlig riktning, och 24,4 kilometer i öst-västlig riktning.
I omgivningarna runt Swindle Island växer i huvudsak barrskog.